# زوية
زوية قبيلة عربية تسكن في مناطق شرق وجنوب وجنوب غرب ليبيا.